# Miami Rhapsody
Miami Rhapsody (Alternativtitel: Miami Rhapsody – Heiße Nächte in Florida; Miami Rhapsody – Alle tun es) ist eine US-amerikanische Filmkomödie aus dem Jahr 1995. Regie führte David Frankel, der auch das Drehbuch schrieb und den Film mitproduzierte.

## Handlung
Gwyn Marcus träumt von einer Ehe, die der Ehe ihrer Eltern Nina und Vic ähnlich wäre. Gerade hat sie den Heiratsantrag ihres Freundes Matt angenommen, doch sie hat Bedenken, was ihre gemeinsame Zukunft angeht. Ihre Angst vor einer Bindung wächst, als sie von den verschiedenen Affären ihrer Familie erfährt. Zuerst heiratet ihre Schwester Leslie. Dann, sechs Monate später, beginnt sie eine Affäre mit ihrem alten Highschool-Freund Mitchell, weil ihr Mann Jeff – trotz seines hohen Gehalts als American-Football-Spieler – sehr geizig ist. Gwyns Bruder Jordan, bereits verheiratet, beginnt eine Affäre mit dem Model Kaia – der Frau seines Geschäftspartners; während die Leidenschaft mit seiner schwangeren Frau Terri seit längerem abgekühlt ist. Gwyns Mutter führt eine Affäre mit dem aus Kuba stammenden Krankenpfleger Antonio. Grund dafür sind die ständigen Streitereien zwischen ihr und ihrem Mann Vic, zu denen auch die Tatsache gehört, dass er eine Affäre mit der Reiseberatin Zelda hat.
Je mehr Gwyn über die Ehe nachdenkt, desto mehr sucht sie nach der richtigen Balance zwischen Karriere, Ehe und Familie. Während Matt darauf drängt, sie zu heiraten, ist Gwyn zunehmend unentschlossen, bis die beiden nach einem Streit sich trennen. Nachdem Gwyn einen Auftrag in Orlando erhalten hat, reist sie mit Antonio dorthin, der inzwischen von Nina verlassen wurde und mit dem sie sich angefreundet hat. In der Zwischenzeit verbessert sich die Beziehung  Nina und Vic, da auch Vic die Nase von der neurotischen und obsessiven Zelda voll hat.
Ein Ausflug nach Orlando offenbart die Unmöglichkeit einer Beziehung zwischen Antonio und Gwyn: Antonio liebt Nina immer noch, und Gwyn ist zunehmend von der Liebe verwirrt und bekommt Angstzustände. In der Zwischenzeit stirbt ihre Großmutter. Als Jordan von der Geburt seines Sohnes erfährt, lässt Jordan die Beerdigung sausen, und kehrt zu Terri zurück. Nach einiger Zeit sind Nina und Vic wieder zusammen. Leslie und Mitchell führen mittlerweile eine Beziehung und wollen zusammenziehen. Antonio muss sich um eine neue pflegebedürftige Person kümmern, er verabschiedet sich von Gwyn und Nina. Kurz bevor Matt nach Afrika abreist, kommt Gwyn nochmal bei ihm vorbei und sie reden über ihre gemeinsame Beziehung – sie küssen sich zum letzten Mal. Gwyn ist wieder Single und weiterhin über ihr Liebesleben und Zukunft verwirrt und unentschlossen.

## Kritiken
Stephen Holden schrieb in der New York Times vom 27. Januar 1995, Miami Rhapsody gehöre zu jenen Filmen, die durch die „seriösen Komödien Woody Allens“ inspiriert seien. Er sei nachdenklicher und emotional realistischer als die anderen Hommagen. Der Regisseur beherrsche „ausgezeichnet“ ein Ensemble der Schauspieler, die „psychologisch reichhaltige“ Darstellungen bieten würden.
Das Lexikon des internationalen Films schrieb, der Film sei ein „Versuch einer Beziehungskomödie mit Tiefgang“, der „vor allem an der einfallslosen Inszenierung, die auch durch gelegentliche Zynismen nicht besser“ würde, scheitere. Er sei ebenfalls „in der Charakterzeichnung weitgehend eindimensional“.

## Auszeichnungen
Der Film wurde im Jahr 1995 für den Preis Artios der Casting Society of America nominiert.
Die Deutsche Film- und Medienbewertung FBW in Wiesbaden verlieh dem Film das Prädikat wertvoll.

## Hintergründe
Der Film wurde in Miami und Umgebung gedreht. Er spielte in den Kinos der USA ca. 5,2 Millionen US-Dollar ein.